# Armand J. Piron
Armand John Piron (New Orleans, 16 augustus 1888 – aldaar, 17 februari 1943) was een Amerikaanse jazzviolist en orkestleider van de New Orleans jazz.

## Biografie
Armand Piron was afkomstig uit een Creoolse familie en was sinds zijn kindertijd kreupel. Vanaf 1904 speelt hij fulltime viool, had al vanaf 1908 een eigen band, trad op met Clarence Williams (als zanger en pianist) in de vaudeville en leidde vanaf 1913 het Olympia Orchestra, dat hij overnam van Freddie Keppard en waarbij ook Bunk Johnson, Louis Nelson Delisle, Joe Oliver en Clarence Williams speelden. Met Williams richtte hij in 1915 een muziekuitgeverij op, waarbij hij in hetzelfde jaar zijn grootste hit I wish that I could shimmy like my sister Kate uitbracht (waarvoor echter Louis Armstrong auteursrechten indiende). Enkele vroege jazzstandards als Royal Garden Blues werden daar ook eerst uitgebracht.
Na een korte periode in 1916 met Papa Celestins Tuxedo Orchestra en in 1917 met W.C. Handy formeerde hij in 1918 zijn eigen Piron's New Orleans Orchestra, dat spoedig de bestbetaalde zwarte band werd in New Orleans, met regelmatige optredens in het amusementspark aan het Spaanse Fort en in de exclusieve New Orleans Country Club aan het Lake Pontchartrain. In 1923 ging hij met zijn band naar New York, waar hij een vaste verbintenis had in de Roseland Ballroom, speelde en opnamen maakte in de Cotton Club met o.a. de blueszangeres Esther Bigeou. In het daaropvolgende jaar stemden zijn bandleden (o.a. Lorenzo Tio, Steve Lewis, Peter Bocage), die het klimaat en het eten niet beviel, voor een terugkeer naar New Orleans, waar Piron weer met optredens in de Country Club, in Tranchina's Restaurant en op de raderboten Capital en President tot in de jaren 1930 succesvol was. In 1935 wisselde hij met zijn band naar de toentertijd populaire swingstijl.

## Overlijden
Armand J. Piron overleed in februari 1943 op 54-jarige leeftijd.
- Bibsys: 3002178
- Biblioteca Nacional de España: XX1536436
- Bibliothèque nationale de France: cb139757310 (data)
- Gemeinsame Normdatei: 1112763422
- International Standard Name Identifier: 0000 0000 5935 0911
- Library of Congress Control Number: no96062630
- MusicBrainz: bb756d1c-ef60-48c5-be0b-bef7425eb010
- SNAC: w66980s4
- Système universitaire de documentation: 181738554
- Virtual International Authority File: 19874255
- WorldCat: E39PBJhdcK6hkxCg8Vwj3dT4MP